# Depeche Mode
Депеш моуд (фр. Dépêche mode, најновије модне вести) је музичка група из енглеског града Базилдона (Basildon) основан 1980. Од настанка групе до данас стил им се постепено мењао, од поп диско звука новог таласа осамдесетих (new wave/new romantic), на прва 4 албума, до мрачног таласа (dark wave) и за њих карактеристичног звука који се сврстава у алтернативну музику. Међутим, електронски звук је део идентитета групе од настанка до данас, и многи их и даље сврставају у електронску музику. Тренутно су једна од најдуже активних група на музичкој сцени још од времена новог таласа и новог романтизма (new wave/new romantic). 
Њихови спотови се релативно често приказују на МТВ-у. Процењује се да је до 2006. године ова група продала укупно око 72 милиона албума широм света. Њихова музика је оставила утицај на многе музичаре током година због новог приступа у компоновању, снимању и коришћењу семплова. Међутим, још увек се о њима често говори као о „групи из осамдесетих“. Иако су имали огроман утицај на модерну електронску денс музику остали су група чија је одредница ипак - алтернатива.
Тренутно наступају као двојац:
- Мартин Гор (главни аутор песама, вокали, гитаре, клавијатуре)
- Дејвид Ган (водећи вокал, од скора аутор, понекад свира)

Ранији чланови:
- Ендру Флечер (раније само клавијатуре, првенствено је управљао свим пројектима, други инструменти, преминуо 2022.)
- Алан Вајлдер (продукција, клавијатуре, бубњеви, вокали, повремено аутор) од 1982. до 1995.
- Винс Кларк (први аутор, клавијатуре), од 1980. до 1981.

## Настанак и почеци
Окупљање и почетак заједничког рада се може сматрати 1976. године, када су Винс Кларк и Енди Флечер основали бенд под именом "No Romance in China". Састав није имао успеха а 1979. Винс Кларк је основао нов састав "French Look" са Мартином Гором и Робертом Марлоуом. Марта 1980., Винс и Мартин са Ендијем Флечером оснивају састав "Composition of Sound" у којем је Винс певао вокале и свирао гитару, Мартин је свирао клавијатуре, а Флечер бас. Убрзо по оснивању Винс и Енди прелазе на синтисајзере, пошто су се прво на разне начине сналазили и свашта радили да би дошли у ситуацију да раде са тим „чудом модерне електронике“. Дејвид Ган се придружује бенду 1980. године пошто га је Винс Кларк чуо како пева на такмичењу у локалном бару песму Хероји (Heroes) Дејвида Боуија (David Bowie), једног од омиљених Дејвидових певача. Тако је настао „Депеш Моуд“. Име је бенду убрзо наденуо Дејв Гон, а настало је од назива француском модног часописа.
Депеш Моуд на основу усменог договора издаје први албум 1981. године за компанију "Mute Records" Speak and Spell. Убрзо по изласку албума Винс Кларк напушта бенд да би основао дует Јазу са Алисон Моје (Alison Moyet). Касније са Ериком Редклифом оснива Асембли (The Assembly), а потом Ирејжр (Erasure) са Ендијем Белом.
После Кларковог одласка, Мартин Гор, који је имао две песме ("Tora! Tora! Tora!", "Big Muff") на деби албуму "Speak and Spell", преузима улогу главног аутора песама. На другом албуму по реду, A Broken Frame који излази 1982. године се појављују као трио. Пре овога је Алан Вајлдер већ замењивао Винса Кларка на турнеји, мада није учествовао у раду на новом албуму. Убрзо потом постаје пуноправан члан бенда што се види на синглу из 1983. године "Get the Balance Right". 
Године 1983, излази албум Construction Time Again на коме је Алан аутор песама "The Landscape is Changing" и "Two Minute Warning". Такође, аутор је песме "In Your Memory", која је Б страна сингла "People Are People". Поред овога, аутор је и песме "If You Want" са албума Some Great Reward из 1984. године и коаутор песме "Fools" са Мартином за Б страну сингла "Love, in Itself". Ипак његов највећи допринос је био техничка и музичка продукција звука бенда.
Почетком 1980-их је популарност састава била била изузетна у Европи (поготово у Немачкој). Стога 1984. године бенд креће на велику турнеју по Америци издајући компилацију Људи су људи People Are People, а 1985. албум Catching Up with Depeche Mode са обрадом првог трансатлантског хита Људи су људи "People Are People".
Овај период је почетак везивања овог састава за британском готик сценом која је добијала на популарности у Америци. Међутим, британска критика је овај састав омаловажавала током 80-их година као „слатке дечаке“ и тинејџерске синт-поп звезде лагане музике, поготово због њихових раних песама, каква је била "Just Can't Get Enough" и поред тога што се мрачнији тонови све израженије појављују у њиховој музици. У исто време у Немачкој и другим земљама Европе, Депеш Моуд је сматран великом атракцијом за тинејџерке. (Фан клуб бенда КМФДМ су разгласили шалу да је њихов бенд за своје име узео иницијале слогана "Kill Motherfucking Depeche Mode").
Међутим у Америци, где је њихова музика прво стекла популарност на факултетским и алтернативним радио-станицама, какав је био KROQ из Лос Анђелеса, Депеш Моуд скреће пажњу на себе као претежно култни састав.
Одредница „готик“ која се често везује уз њих је више због звука него због изгледа и наступа. Поготову што је састав релативно касно осетио дејство америчког тржишта музике, а већ је имао низ несрећних нискобуџетних спотова. Као што се чује у песми из 1984. „Богохулни трачеви“ (Blasphemous Rumours), која је пуна горких коментара на животне неправде, и чврстој Б страни сингла „То се зове срце“ (It's Called a Heart) из 1985. под називом „Мува на шофершајбни“ (Fly on the Windscreen) (касније ремиксована и снимљена као "Fly on the Windscreen - Final" на албуму из 1986. „Црна прослава“ (Black Celebration), аутор песама Мартин Гор упловљава у деценију дугог урањања у мрачну, туробну синтетик-денс музику. У то време су многи повезивали овај звук са тада нарастајућим таласом „готик“ музике. Та музика овај бенд није пуно занимала и чак су покушали да назначе да немају везе са овим, али већ је било касно.
Првих пет година Депеш Моуда је документовано компилацијом синглова "The Singles 81-85". Компилација је у Америци издата под насловом "Catching Up with Depeche Mode".
После успеха видео за сингл „Питање времена“ (A Question of Time) из 1986. године почиње њихово дугогодишње пријатељство и пословна сарадња са режисером и фотографом Антоном Корбијном (Anton Corbijn), који је до сада режирао укупно 20 њихових спотова (последњи је из 2006. "Suffer Well"). Овај рад је Корбијну помогао да доживи метеорски успон међу музичким звездама што је резултовало многим другим спотовима за извођаче као што су У2, Нирвана, Брајан Адамс, итд. Са новим, јасним имиџом и туробним звуком, састав је стварао баш у тренуцима пораста популарности готик музике у Америци. Наступа турнеја промоције албума из 1987. иронично названог „Музика за масе“ (Music for the Masses) која је распродала све концерте по Америци 1988. године.

## Успони и странпутице
Средином 1980-их и у 1990-им расте популарност састава у Америци, као и утицај на нарастајућу техно и хаус музичку сцену. Техно пионири Дерик Меј, Кевин Саундерсон и Хуан Еткинс су редовно наводили Депеш Моуд као веома утицајне за њихов развој прото-техно музике током детроитске техно експлозије касних 1980-их.
Турнеја „Музика за масе“ 1988. године кулминирала је на завршном концерту на Роуз Боул стадиону у Пасадени у Калифорнији са распродатих 80.000 улазница. На турнеји је снимљен документарни филм у коме је приказан посебан однос обожавалаца према бенду. Живи албум са овог концерта је назван "101" (концерт је био сто први по реду и последњи на турнеји) и постао је хит на многим листама у 1989. години.
Касније те године Мартин Гор прави кратак излет са сопственим мини-албумом „Фалсификат“ ("Counterfeit") са шест обрада, њему најдражих песама, а бенд убрзо снима у Милану песму „Лични Исус“ ("Personal Jesus") и спот у коме се осећа мешавина утицаја од блуза до кантри-вестерна. Пред само објављивање песме се појавио оглас у британским новинама са текстом „Само ваш лични Исус“. Касније је уз овај текст ишао и број телефона, који је, кад се окрене, емитовао дотичну песму. Контроверзе које су избиле поводом овога су помогле да песма дође до места #13 на британској топ-листи и да постане први златни сингл у Америци и први Топ 40 хит после сингла "People are people". Песма „Лични Исус“ ("Personal Jesus") је једна од најпопуларнијих песама Депеш Моуд-а, а касније су је обрадили и препевали Мерилин Менсон (Marilyn Manson), Џони Кеш (Johnny Cash), Пласибо (Placebo), "Gravity Kills" и Хилари Даф (Hilary Duff). 
Фебруара 1990. године сингл „Уживај у тишини“ (Enjoy the Silence) доспева до позиције #8 на америчким листама и #6 на британским и тако постаје један од најуспешнијих њихових синглова до данашњих дана. Чак осваја британску награду „Најбољи сингл“. Ради промоције новог албума „Прекршилац“ (Violator), организују давање аутограма у једној продавници плоча у Лос Анђелесу што је привукло 17.000 обожавалаца. Албум улази у првих десет у Британији и Америци а светска турнеја (World Violation Tour) постиже велики успех. До данас је овај албум постао троструко платинаст у Америци са преко 3 милиона продатих копија. Забележено је да је 40.000 карата за концерт на Џајантс стадиону у Њујорку распродато за 8 сати, а да је 48.000 карата за Доџер стадион у Лос Анђелесу распродато за сат времена.
До 1991. године се Депеш Моуд издижу на ниво најуспешнијих живих извођача, почивајући на прото-техно звуку по ком се непогрешиво препознају. Паузу између два албума попуњава појава песме „Врата смрти“ (Death's Door) у филму „До краја света“ (Until the End of the World) Вима Вендерса и још један соло албум Алана Вајлдера.
Састав мења музички израз на албуму „Песме вере и посвећености“ (Songs of Faith and Devotion) из 1993. године представљајући тврђи звук много ближи рок оријентацији. Мање су присутне клавијатуре и утицај синтисајзера, а по први пут имају бубњеве уживо (Вајлдер их свира) и већу подршку живих музичара. Албум је доспео до броја 1 на листама у Америци и Британији. Посебно су се истакле песме "Осећам те“ (I Feel You) са чудним кантри/блуз/техно звуком, „У мојој кожи“ (Walking in My Shoes), „У твојој соби“ (In your room) и „Осуда“ (Condemnation). Потом је уследила успешна четрнаестомесечна турнеја под називом „Посвећен“ (Devotional). Други живи албум „Песме вере и посвећености уживо“ (Songs of Faith and Devotion Live) излази у децембру 1993. и садржи снимке са концерата на турнеји али није добро прошао ни код критике ни код публике.
Трзавице су постале очигледне када је Флечер одбио да учествује у другом делу турнеје због „менталне нестабилности“. Током остатка турнеје га је заменио Дарил Бемонте, који је већ дужи низ година радио као испомоћ.
Јуна 1995. године, после турнеје, Алан Вајлдер напушта групу наводећи као разлог „незадовољавајуће унутрашње радне услове“. Убрзо наставља даље сам оснивајући групу „Узмак“ (Recoil). Претпоставља се да је главни фактор био Ганова зависност од дроге, Горово отуђење и признање да се „бори са својим демонима“ као и растућа напетост између Вајлдера и Ендија Флечера. Вајлдер је тврдио да је његов удео у резултатима лавовски, али да је примио најмање заслуга за последњи албум. Убрзо по његовом одласку следе вести о Гановом овердозирању у његовој кући у Лос Анђелесу. Дејв тада креће на терапије и рехабилитацију да се избори са зависношћу од хероина.
Године 1996,, по повратку Гана са лечења, Депеш Моуд улази у студио и снима са продуцентом Тимом Сименоном. Следеће године излази албум „Ултра“ (Ultra). Албум и два најавна сингла наилазе на неподељена одобравања критике. Албум је поново број 1, али састав не креће на турнеју, ваљда под утицајем разорног дејства претходне. Међутим, ипак организују серију „Ултра забава“ где уживо представљају новинарима и одабраној публици песме са новог албума на које посебно желе да скрену пажњу.
Друга компилација синглова под називом > је изашла 1998. године са бонус песмом "Само кад изгубим себе“ (Only When I Lose Myself). Састав креће на четворомесечну турнеју која их поставља на пиједестал перманентне атракције са посетама концертима које више нису имале везе са продаваношћу албума (Ролингстонси, У2 и Род Стјуарт имају сличан статус).
Такође, 1998. године излази албум у знак поштовања саставу под називом „За масе“ (For the Masses). Укључене су песме које изводе Смешинг Пампкинс (Smashing Pumpkins), Кјур (The Cure), Дефтонс (The Deftones) и Рамштајн (Rammstein). Ово је најпознатији албум посвећен Депеш Моуд али сигурно неће остати једини.

## Депеш Моуд у XXI веку
Док је Депеш Моуд остао веома популаран у Америци, западној Европи и Аустралији, ипак највернији обожаваоци и најшира подршка се дешавала у централној и источној Европи подгрејаних временски повезаним кључним догађајима у овом делу света раних 1990-их. Светска популарност Депеш Моуд и синт-денс музике (која је у Америци већ слабила), пад комунизма, појава Интернета са тренутним приступом једној другачијој музици су утицала на стицање истински култног статуса. Данас постоји огроман број фан клубова и веб-сајтова, скоро на свим језицима, обезбеђујући групи непролазну славу.
Године 2001. је Депеш Моуд издао албум „Узбуђивач“ (Exciter) који се није најбоље пласирао на топ-листама ван континенталне Европе. Иако је било неколико хитова за денс клубове, као што је ремикс "I Feel Loved", многи обожаваоци су били уверења да је недостајало инспирације и да је албум лоше продуциран и поред тога што садржи најбоља вокалне деонице Дејвид Гана икада отпеване. Веб блогови су били пуни коментара да се суштински Депеш Моуд распао одласком Алана Вајлдера. Убрзо после турнеје "Exciter" Мартин и Дејв су одлучили да се неко време посвете соло пројектима.
Дејв Ган 2003. године издаје свој соло албум „Папирна чудовишта“ (Paper Monsters), иза које следи светска турнеја и живи DVD са концерата под називом „Чудовишта уживо“ (Live Monsters). Мартин Гор наставља своју соло каријеру албумом „Фалсификат²" (Counterfeit²) (са бонус додатком, обрадом Мартинових омиљених песама са његовог првог албума). Анди Флечер је покренуо своју продукцијску кућу и урадио један албум женског електронског дуета "Client".
Августа 2004. издавачка кућа "Mute" издаје "Devotional" DVD са снимљеним филмом са светске турнеје из 1993. године и нову компилацију ремикса под називом Remixes 81-04 са новим и до сада неиздатим ремиксима сингловима од 1981. до 2004. године и посебно са поново обрађеним хитом „Уживај у тишини“ (Enjoy the Silence). Сингл је достигао број 7 у Британији, али је веома лоше прошао у Америци. Октобра 2005. године сајт обожавалаца Depechemode.tv  Архивирано на веб-сајту  (11. август 2018) добија награду Digital Music Awards што говори о популарности коју је бенд стекао.
Дуго очекивани, једанаести студијски албум „Играјући анђела“ (Playing the Angel), се појављује 17. октобра 2005. године и добија добре критике. Многи обожаваоци овај албум доживљавају као повратак у форму.
 Под продуцентском палицом Бена Хилијера је овај албум стигао до броја 1 у многим европским државама, а хит сингл „Драгоцено“ (Precious) је достигао број 4 на британској листи.
Албум је подржан првим појављивањем бенда у продавници и свирком још од 1990. године на сам дан појављивања у Њујорку. Вредно је споменути да се први пут појављује песма чији је аутор Дејв Ган што је уједно и прва песма после двадесет једне године да је није написао Мартин Гор (последњи пут 1984. на албуму "Some Great Reward"). Неколико месеци пре званичног појављивања, сирова верзија спота "Precious" се појавила на интернету на шта је уследила брза реакција и хапшење једног Пољака. У међувремену се званичан спот појавио 12. септембра на веб-сајту Депеш Моуд . Ради промоције новог албума, бенд у новембру 2005. креће на турнеју по Северној Америци и Европи. Турнеја се наставила током пролећа и лета 2006. Укључени су европски и амерички градови и фестивали (били су носећа звезда фестивала 2006 Coachella Valley Music & Arts Festival) уз могућност проширења и на Јужну Америку. Други сингл са албума, „Бол на који сам навикао“ (A Pain That I'm Used To), је издат 12. децембра, а трећи сингл „Пати добро“ (Suffer Well може бити такође и "Бунар патње") је први кога је написао певач групе Дејв Ган.
Прерађене верзије албума "Speak & Spell", "Music for the Masses" и "Violator" на ЦД и САЦД са бонус песмама и додатим интервјуима су издате 3. априла 2006. године. Осталих седам студијских албума се спрема за издавање до краја године. Такође, биће издата и "Best Of" компилација, као и DVD са наступа током турнеје Playing the Angel.
Депеш Моуд је до данас продао преко 70 милиона албума широм света уз продукцију једног албума на сваке четири године, последњих неколико албума. Група тренутно заузима позиције најпопуларније атракције било да издаје студијске или живе албуме. Њихова музика се користи у филмовима и видео-играма (Grand Theft Auto: San Andreas).

## Занимљивости
- У Талину, у Естонији, постоји кафић у подруму који је ексклузивно посвећен овом саставу, у коме се пушта само њихова музика и спотови. Међу сувенирима за шанком је и слика Мартина Гора у посети кафићу.
- У Британији је Депеш Моуд имао више од 40 синглова, али без броја #1 на топ-листама, више него иједан други састав.

### Музичари који свирају на турнејама
- Хилдија Кембел (пратећи вокали, 1993—1994)
- Саманта Смит (пратећи вокали, 1993—1994)
- Дерил Бамонте (клавијатуре, 1994)
- Дејв Клејтон (клавијатуре, 1997)
- Кристијан Ајгнер (бубњеви, 1997—данас)
- Питер Гордено (клавијатуре, повремено бас-гитара и гитара, 1998—данас)
- Џордан Бејли (пратећи вокали, 1998—2001)
- Џенет Рејмус (пратећи вокали, 1998)
- Џорџија Луис (пратећи вокали, 2001)

## Дискографија
- (1981)
- (1982)
- (1983)
- (1984)
- (1986)
- (1987)
- (1990)
- (1993)
- (1997)
- (2001)
- (2005)
- (2009)
- (2013)
- (2017)
- (2023)